# HCP EL.200
EL.200 – seria czterech lokomotyw elektrycznych wyprodukowanych w zakładach H. Cegielskiego w Poznaniu w roku 1937 dla PKP. Wszystkie lokomotywy zostały skierowane do obsługi Warszawskiego Węzła Kolejowego. Trzy egzemplarze zostały zniszczone we wrześniu 1939 roku, czwarty pracował do 1944 roku. Ostatni elektrowóz EL.200 został zezłomowany w 1958 roku.

## Historia

### Geneza
W 1933 roku otwarto obsługiwany trakcją parową tunel średnicowy w Warszawie. Mimo użycia wentylatorów oddymiających zadymienie znacznie ograniczało ruch pociągów przez tunel. W związku z tym postanowiono poprowadzić tunelem sieć trakcyjną. Z uwagi na ograniczenia przemysłu elektrotechnicznego w Polsce elektryfikację, dostawę taboru oraz sprzętu elektrycznego zlecono brytyjskiemu English Electric.
Lokomotywy serii EL.100 rozpoczęły służbę w Warszawie w grudniu 1936 roku. Pierwsze lokomotywy były przystosowane do prowadzenia pociągów dalekobieżnych, więc w manewrowej pracy w tunelu zdecydowano się na zastosowanie słabszych lokomotyw elektrycznych.

### Produkcja
Na zlecenie Ministerstwa Komunikacji zakłady H. Cegielskiego w Poznaniu opracowały projekt, a następnie zbudowały lekkie lokomotywy serii EL.200 pozbawione osprzętu elektrycznego. Zmontowane wstępnie pojazdy o numerach fabrycznych 342 do 345 wysłano do warszawskiej fabryki Lilpop, Rau i Loewenstein, gdzie we współpracy z brytyjskimi specjalistami zabudowano osprzęt elektryczny. Lokomotywy otrzymały oznaczenie serii od EL.201 do EL.204.

## Konstrukcja

### Pudło
Nadwozie EL.200 było całkowicie metalowe, spawane z blach stalowych. Urządzenia cięgłowe oraz zderzaki przykręcone były śrubami do ostojnicy, stanowiąc z pudłem całość. W celu uzyskania wyższej siły pociągowej oraz zwiększenia stabilności lokomotywę dobalastowano zbrojonymi płytami betonowymi o łącznej masie 6 ton. Pudło opierało się na wózkach na obrotowym sworzniu umieszczonym w środkowej części wózków. Ze względu na budowę pudła i wózków czopy skrętu wózków przenosiły całą siłę pociągową.

### Podwozie i wózki
Lokomotywa oparta była na dwóch dwuosiowych wózkach z napędem indywidualnym, identycznych z tymi z EZT serii E-91. Zestawy kołowe z widłowym prowadzeniem maźnic miały trójstopniowe usprężynowienie, wykorzystujące resory piórowe oraz sprężyny spiralne.
Silniki typu PK601 zawieszone w ramach wózka za nos przenosiły moment obrotowy na zestawy kołowe za pomocą walcowej przekładni zębatej o skośnych zębach o przełożeniu 74:21, pozwalającej osiągnąć prędkość maksymalną 100 km/h. Lokomotywa została wyposażona w hamulce pneumatyczne produkcji Westinghouse Electric Company.

### Napęd i osprzęt elektryczny
Napęd stanowiły cztery silniki trakcyjne o łącznej maksymalnej mocy godzinnej wynoszącej 588 kW. Osprzęt elektryczny, konstrukcji English Electric, był konstrukcyjnie identyczny z tym montowanym w pociągach elektrycznych serii E-91. Lokomotywa wyposażona była w przetwornicę prądu stałego 3000/110 V i dwie sprężarki tłokowe zasilające sterowanie elektropneumatyczne i hamulce. Według niektórych źródeł lokomotywa posiadała sterowanie wielokrotne.
Lokomotywę EL.204 (numer produkcyjny 345) wyposażono w ogrzewany elektrycznie kocioł parowy, który umożliwiał ogrzewanie wagonów. Był to pierwszy elektrowóz w Europie, który otrzymał parowe ogrzewanie składów pasażerskich.

## Eksploatacja
Jeszcze w roku 1937 wszystkie cztery lokomotywy skierowano do obsługi pociągów między stacjami Warszawa Wschodnia – Warszawa Zachodnia, gdzie pracowały do wybuchu II wojny światowej.
Podczas niemieckiego nalotu na warszawską infrastrukturę kolejową, mającego miejsce 4 września, doszczętnie zniszczono trzy (EL.201, EL.202 i EL.204) z czterech lokomotyw serii. Po przejęciu przez okupanta ostatnia lokomotywa została włączona do Generalnej Dyrekcji Kolei Wschodniej i przemianowana na Ostbahn E203. Po przywróceniu przejezdności Warszawskiego Węzła Kolejowego nadal używano jej do 1944 roku do obsługi tunelu średnicowego. Uszkodzona podczas walk w Warszawie, po wojnie nie została naprawiona.
Po przekazaniu części do odbudowy EZT serii E51 (przedwojennej serii E-91), wrak EL.203 znajdował się na terenie lokomotywowni Warszawa Grochów do roku 1958, kiedy został zezłomowany. Lokomotywa nie otrzymała powojennego oznaczenia PKP.